# Burgwallen Oude Zijde
Die Burgwallen-Oude Zijde, auch kurz Oude Zijde genannt, sind ein Stadtteil (wijk) im Amsterdamer Stadtbezirk Centrum (stadsgebied Centrum) und der östliche Teil des mittelalterlichen Kerns der Stadt. Der Stadtteil zählt etwa 4700 Einwohner (Stand 1. Januar 2024) und umfasst eine Fläche von 40,47 Hektar (2022).

## Geschichte, Geographie, Sehenswürdigkeiten
Um 1200 erfolgte in Amsterdam am westlichen Ufer der Amstel (entlang der heutigen Straße Nieuwendijk) im heutigen Stadtteil Burgwallen-Nieuwe Zijde die erste Besiedlung durch die Errichtung einiger einfacher Bauernhäuser. Zwischen 1200 und 1275 entstand östlich der Amstel rund um die heutige Warmoesstraat (früher Kerkstraat) die eigentliche Siedlung Amsterdam – der heutige Stadtteil Oude Zijde – samt eigener steinerner Kirche, der Oude Kerk. Am 27. Oktober 1275 verlieh Graf Florens V. von Holland (ndl.: Floris V) dem seinerzeit noch „Amstelledamme“ genannten Amsterdam ein Zollprivileg. Dieser Tag gilt als offizielles Gründungsdatum der Stadt Amsterdam. Um 1380 wurden die Grachten Grimburgwal und Oudezijds Achterburgwal angelegt. Die seinerzeit zahlreichen Klöster waren Eigentümer der meisten Grundstücke auf der Oude Zijde. Die Klöster wurden nach der Alteratie von 1578 durch die Gemeinde enteignet und die Grundstücke sukzessive anderen Bestimmungen zugeführt.
Die Burgwallen Oude Zijde liegen östlich des Dams und werden begrenzt durch Open Havenfront, Geldersekade, Nieuwmarkt, Kloveniersburgwal, Binnenamstel, Rokin und Damrak. Die Warmoesstraat und die Straße Nes waren ursprünglich Deiche, um die Oude Zijde gegen Überflutungen von Westen seitens der Amstel zu schützen. Der Zeedijk (wörtlich: Seedeich) erfüllte später diese Funktion im Nordosten und Osten zur Zuider Zee hin.
Das Gebiet zwischen dem heutigen Zeedijk und der Warmoesstraat ist bekannt als das Rotlichtviertel De Wallen. Am Oudezijds Achterburgwal befindet sich das Erotic Museum sowie das Hash Marihuana & Hemp Museum. Die älteste Kirche Amsterdams – die Oude Kerk – erhebt sich zentral im Stadtteil, die Basilika St. Nikolaus prominent an dessen Nordrand. Am Oudezijds Voorburgwal liegt das Museum Ons’ Lieve Heer op Solder, eine Versteckte Kirche aus dem 17. Jahrhundert. Der Zeedijk ist die Hauptstraße der Amsterdamer Chinatown.

## Gewerbe
Im Postleitzahlengebiet (postcode) 1012, Burgwallen Oude Zijde, gibt es zahlreiche gewerbliche Betriebe, u. a. etwa 700 im Bereich Handel en Horeca (Handel und HotelsRestaurantsCafes), Stand 2020.

## Kulturdenkmäler (Rijksmonumente) und Straßenbild
Im Stadtteil Burgwallen-Oude Zijde gibt es 837 geschützte Rijksmonumente (Kulturdenkmäler), Stand 2022. Hierbei handelt es sich vornehmlich um Wohn-, Geschäfts- und ehemalige Lagerhäuser. Das Erscheinungsbild der Straßen, Grachten und Gassen ist generell von historischer Bausubstanz geprägt.

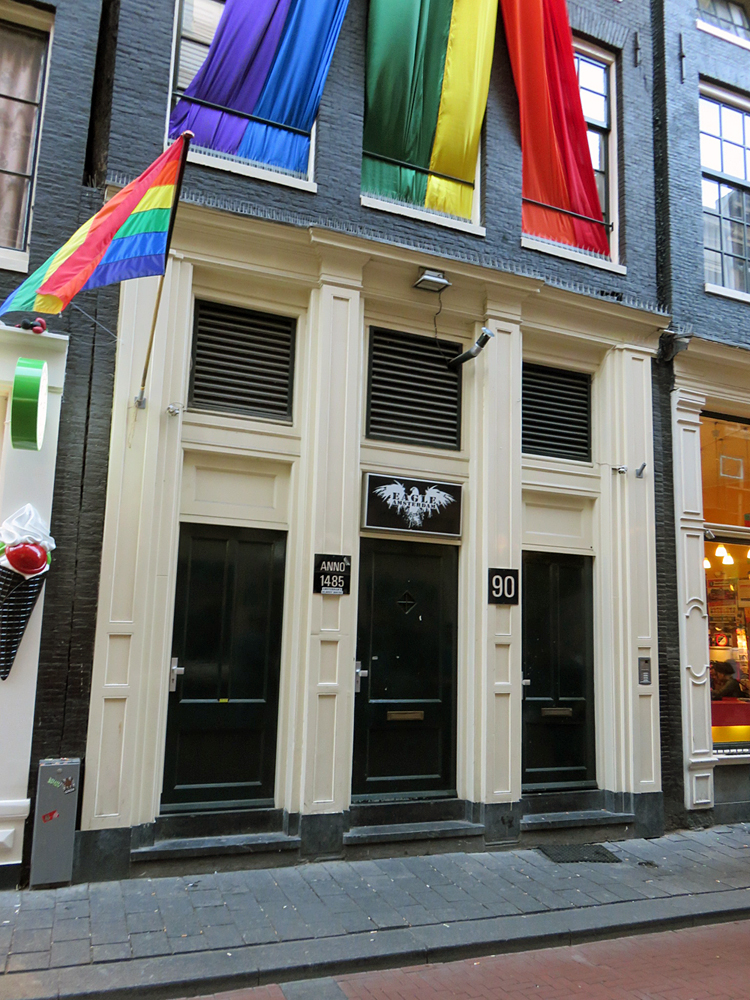
Das älteste Haus Amsterdams (Anno 1485) in der Warmoesstraat 90
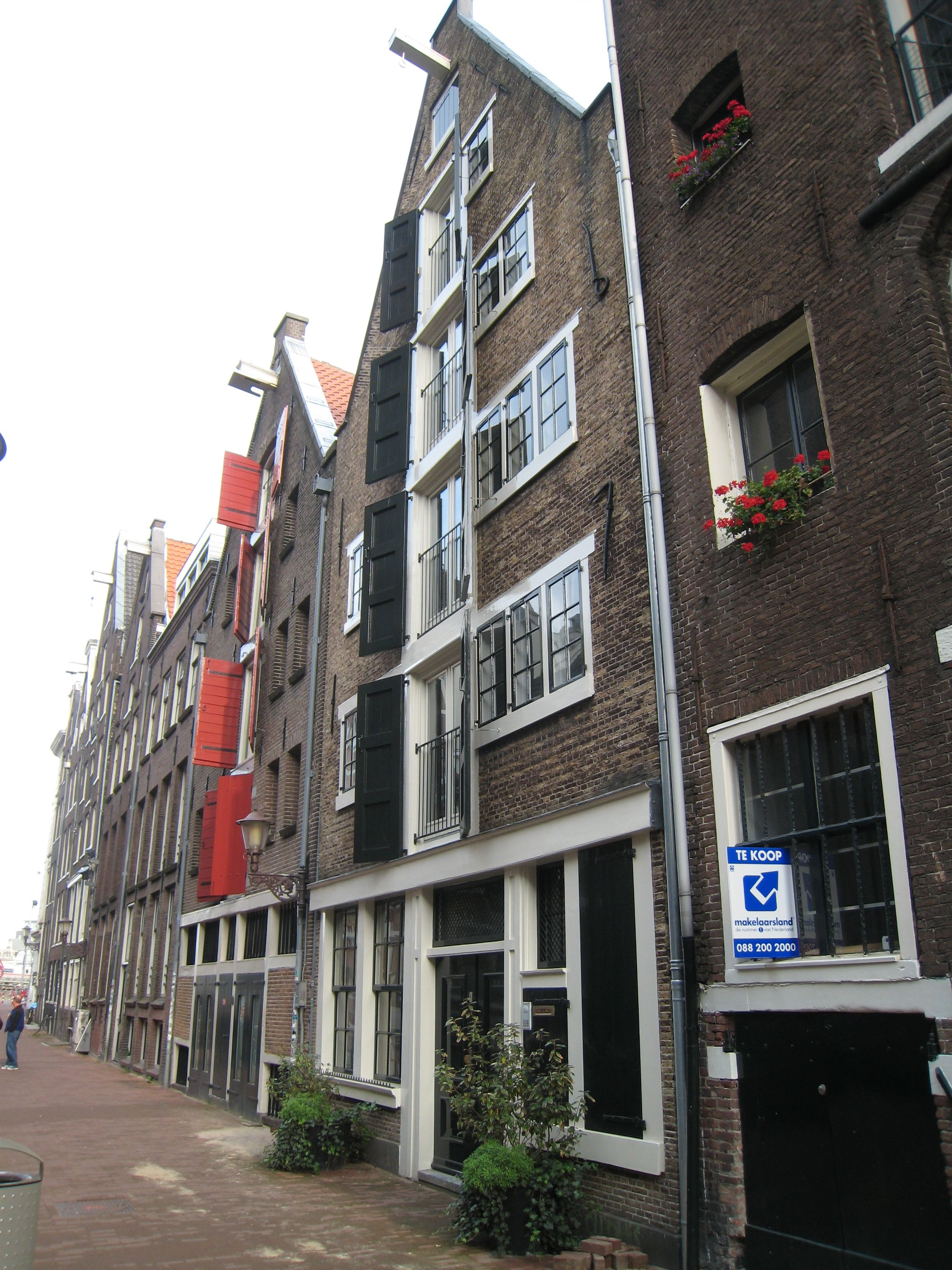
Denkmalgeschütztes Lagerhaus aus dem Jahre 1617 am Oudezijds Kolk 5
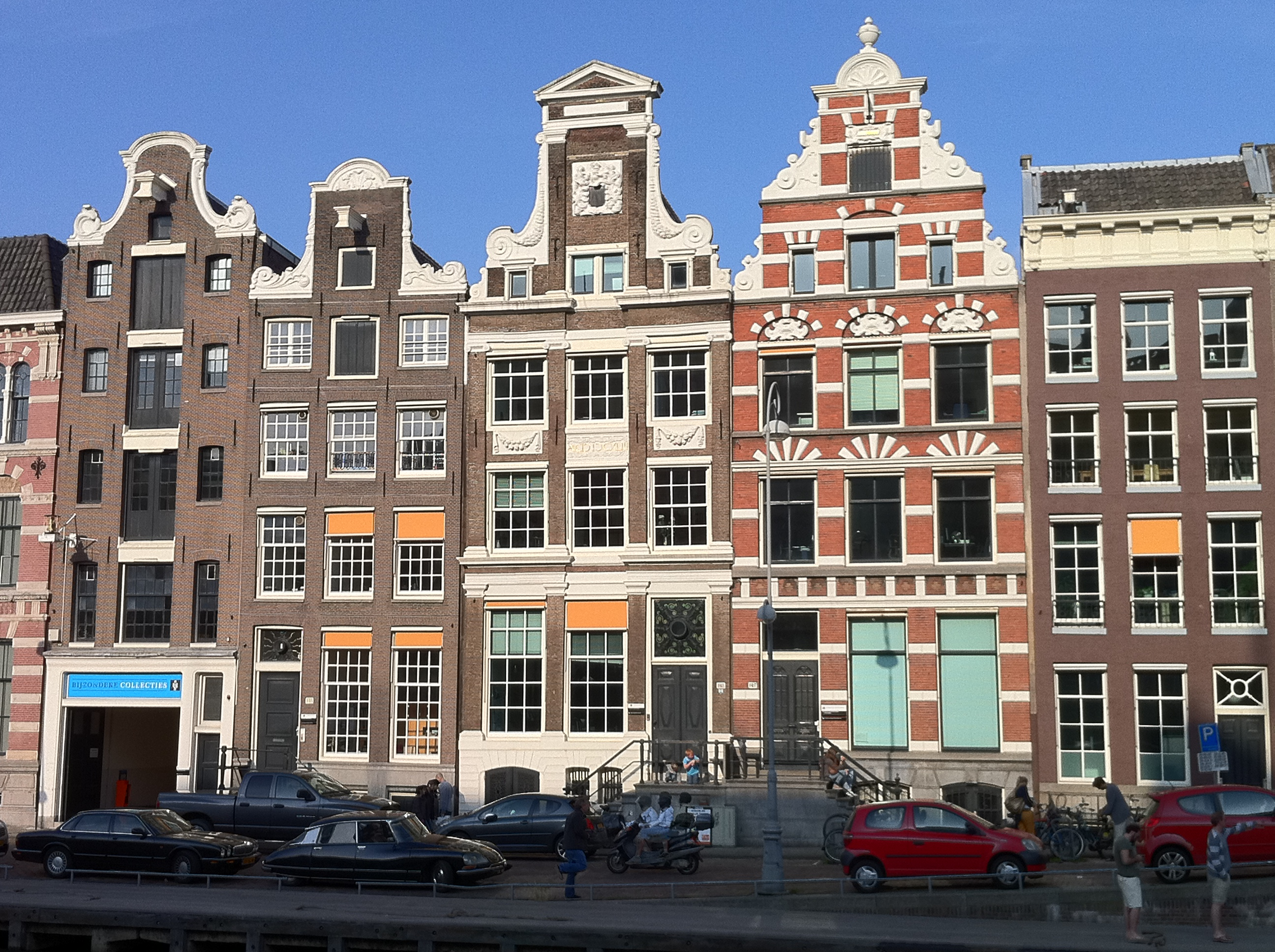
Denkmalgeschützte Häuserzeile am Oude Turfmarkt 141–149
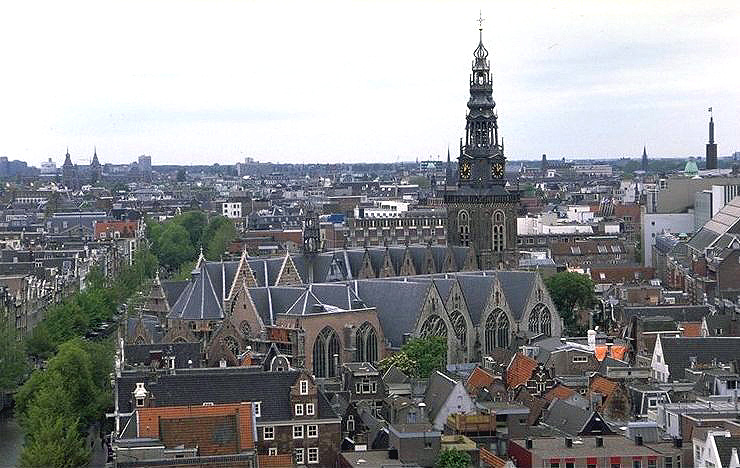
Blick nach Süden über die Oude Zijde mit der Oude Kerk, links der Oudezijds Vorburgwal
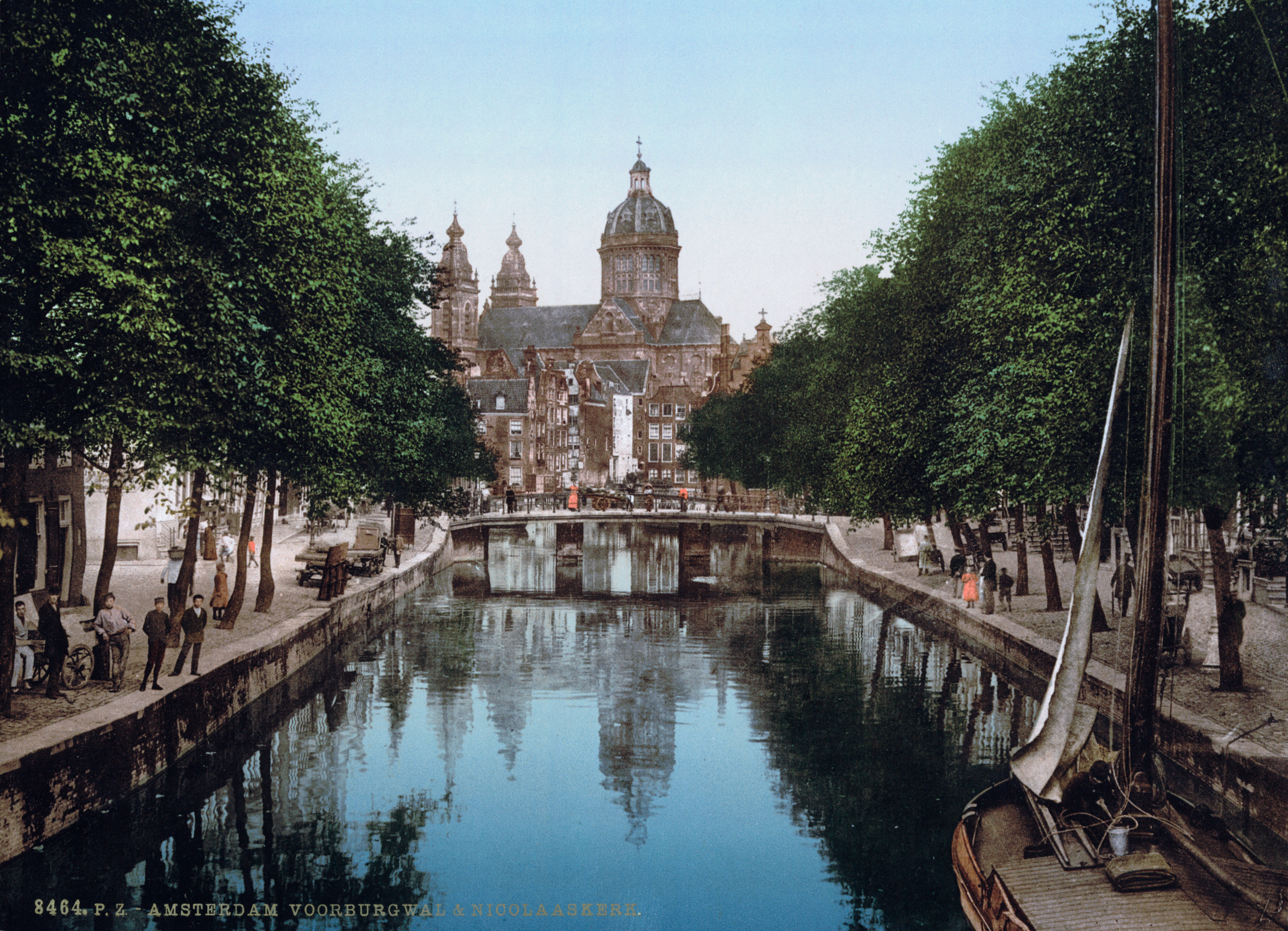
Blick über den Oudezijds Voorburgwal auf die Basilika St. Nikolaus (Fotografie circa 1890)
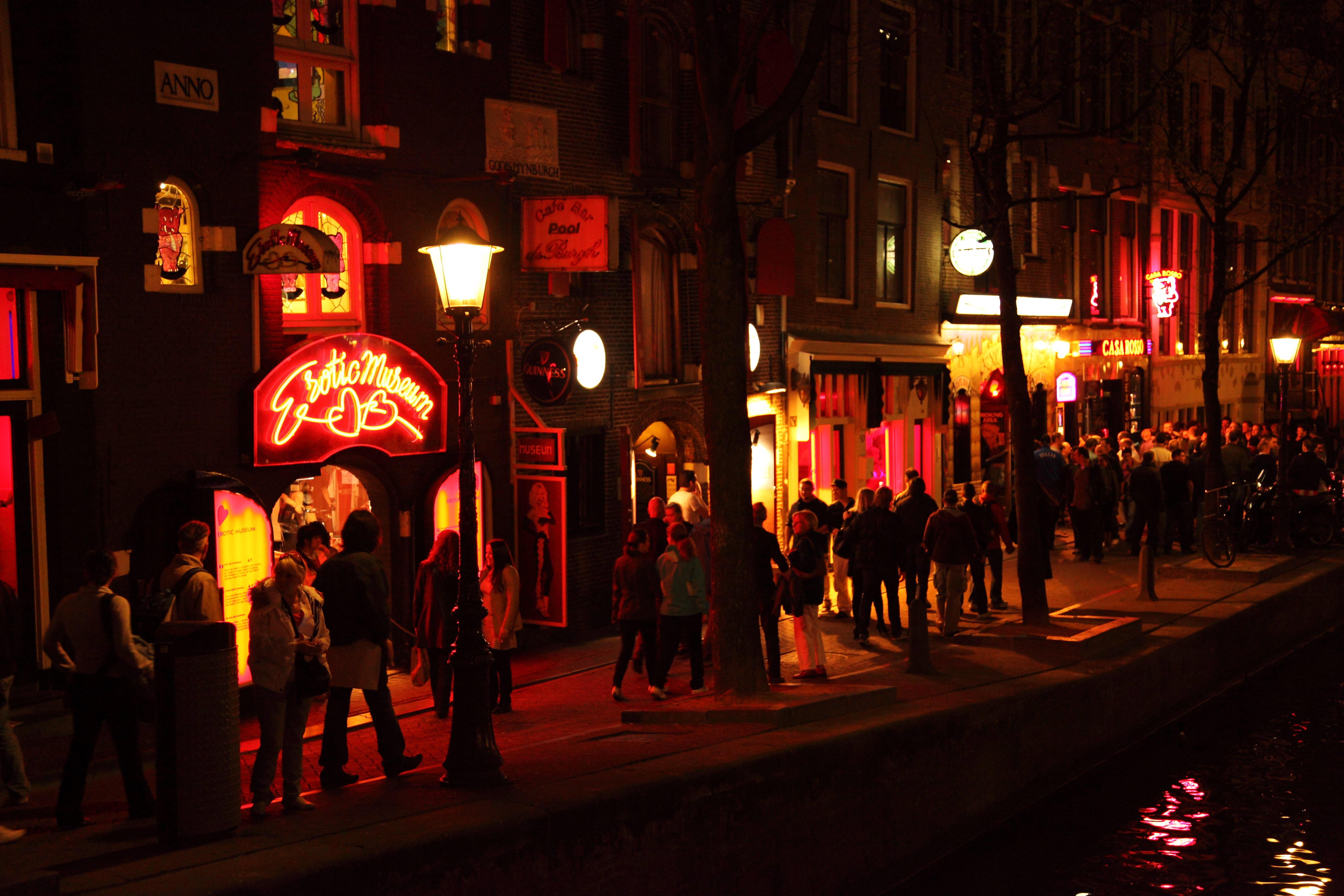
Rotlichtviertel de Wallen am Oudezijds Voorburgwal bei Nacht
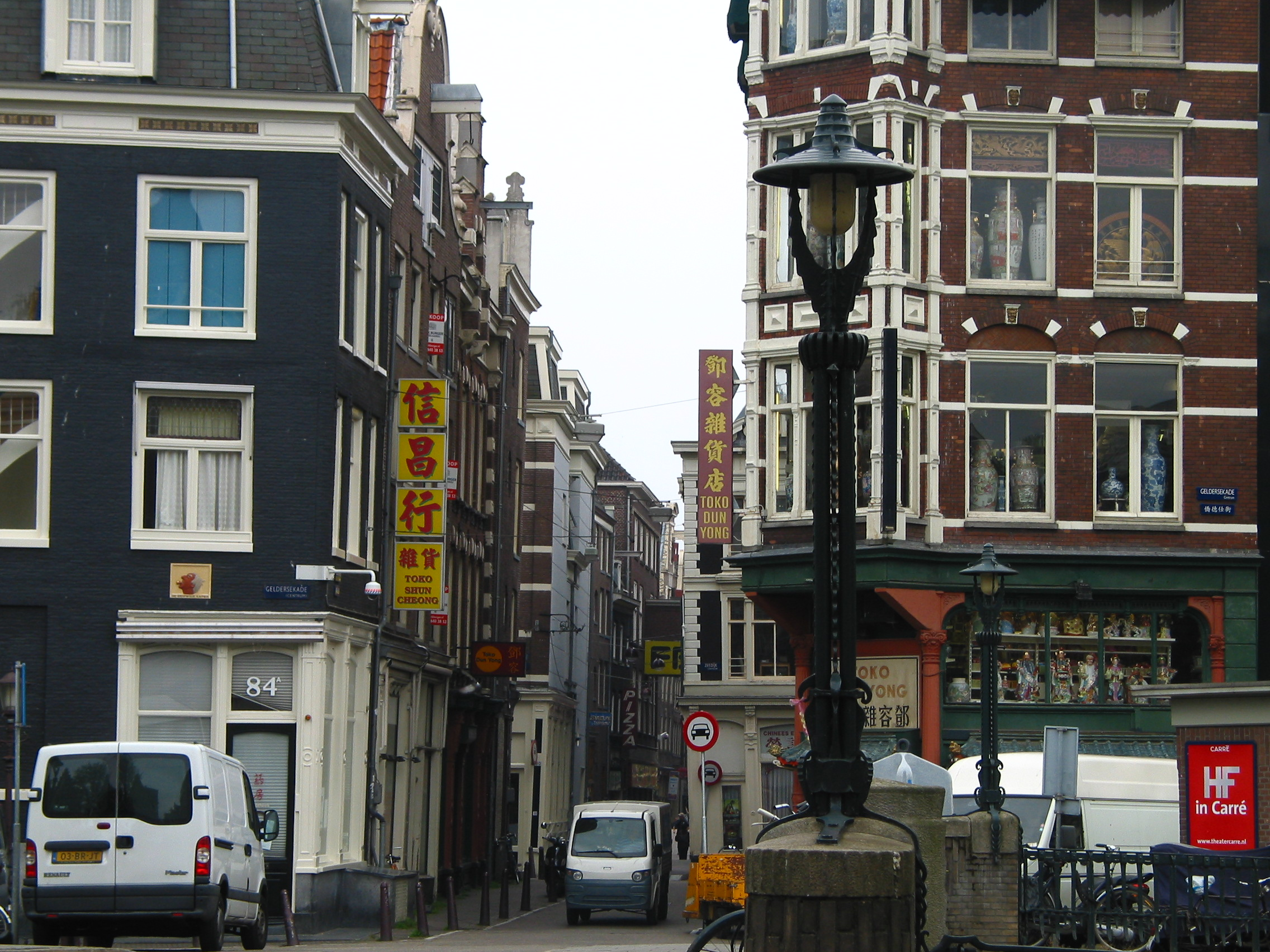
Straßenszene in der Amsterdamer Chinatown: Stormsteeg Ecke Geldersekade